# Costa Seibeb
Raul Costa Seibeb, né le 7 février 1992 à Windhoek et mort le 1er mai 2017 dans le sud de la Namibie,, est un coureur cycliste namibien.

## Palmarès sur route

### Par année
- 2012
  - Nedbank Cycle Classic
- 2013
  - Nedbank Cycle Classic
  - Championnat de Zurich amateurs
  - Namibian Cycle Classic
  - 2e du championnat de Namibie du contre-la-montre espoirs
  - 2e du championnat de Namibie sur route espoirs
  - 2e du championnat de Namibie sur route
  - 3e du championnat de Namibie du contre-la-montre
  - 8e du championnat d'Afrique du contre-la-montre
- 2014
  -  Champion de Namibie sur route
  -  Champion de Namibie sur route espoirs
  - Berg en Dale Classic
  - Nedbank Cycle Classic
  - 2e du championnat de Namibie du contre-la-montre espoirs
  - 2e du championnat de Namibie du contre-la-montre
- 2015
  - Nedbank Cycle Classic
  - 2e du championnat de Namibie du contre-la-montre
- 2016
  - Daan Viljoen Road Race
  - 2e de la Nedbank Cycle Classic
  - 3e du championnat de Namibie sur route
- 2017
  - 3e du championnat de Namibie du contre-la-montre
  - 3e du championnat de Namibie sur route

### Classements mondiaux
| Année           | 2013 | 2014 | 2015 | 2016 | 2017 |
| --------------- | ---- | ---- | ---- | ---- | ---- |
| UCI Africa Tour | 200e | 39e  | 100e | 112e | 100e |

## Palmarès en VTT

### Championnats d'Afrique
- Lesotho 2016
  -  Médaillé d'or du relais mixte (avec Michelle Vorster, Herbert Peters et Tristan de Lange)
  -  Médaillé d'argent du cross-country marathon

### Championnats de Namibie
- 2013
  -  Champion de Namibie de cross-country espoirs
- 2015
  -  Champion de Namibie de cross-country
  -  Champion de Namibie de cross-country marathon
- 2016
  - 2e du championnat de Namibie de cross-country
  - 2e du championnat de Namibie de cross-country marathon
- 2017
  -  Champion de Namibie de cross-country marathon